# Kínai negyed

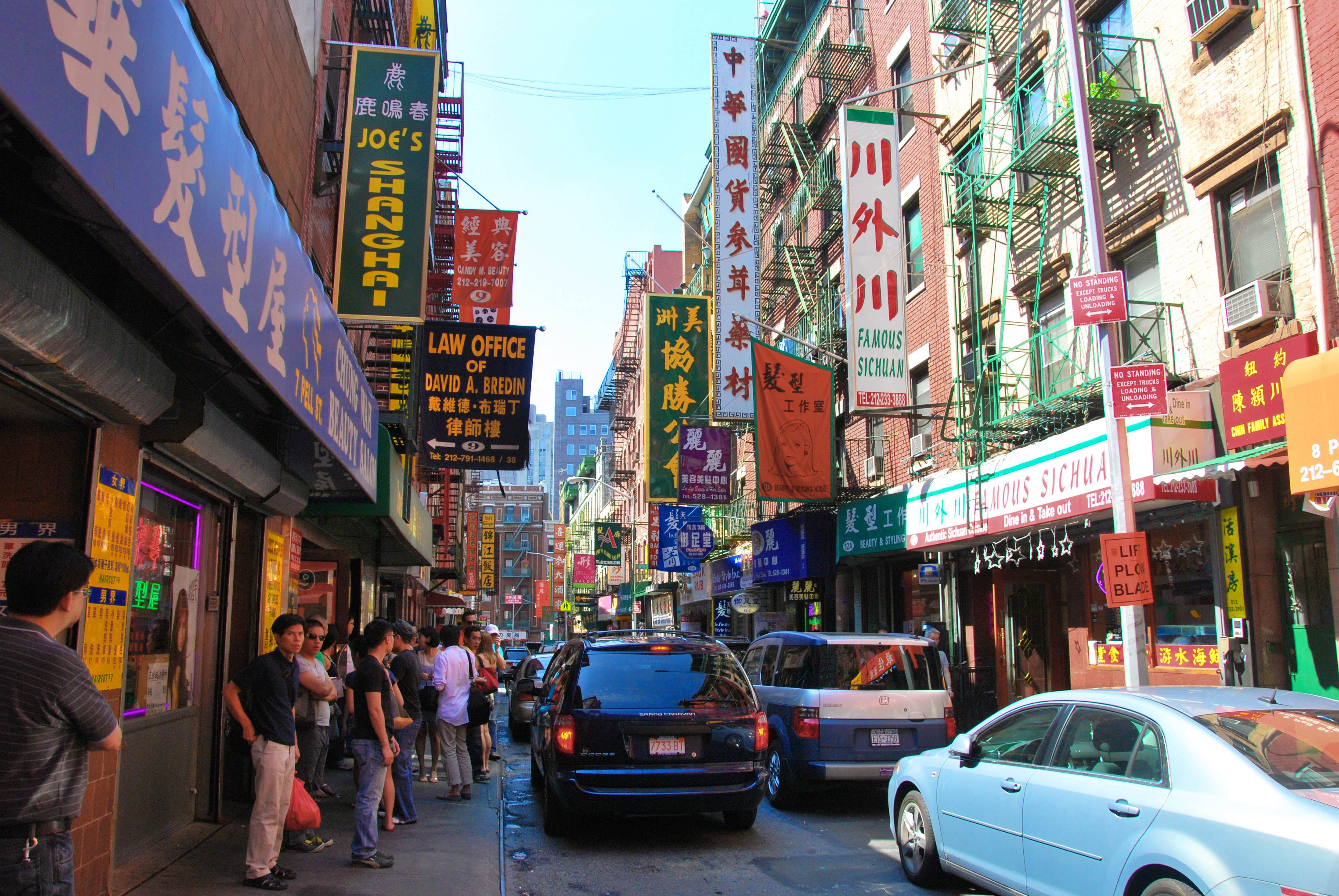
Az USA legnagyobb kínai negyede New Yorkban található

A kínai negyed általában olyan városrészt jelöl Kínán kívüli településeken, ahol többségében kínaiak élnek. A legelső ismert kínai negyed 1594-ben jött létre Manilában, a Fülöp-szigeteken. Az Amerikai Egyesült Államok legrégebbi kínai negyede San Franciscóban jött létre az 1840-es években, a legnagyobb viszont a New York-i. Európában először a 19. században telepedtek le kínai (kantoni) hajósok, és hoztak létre kisebb kínai negyedeket a kikötővárosokban.
A kínai negyedek arculata az évtizedek folyamán sokat változott, az egykori lakónegyedekből sok kínai költözik el, és ma már nem csak kínaiak, de más nemzetek, például vietnámiak élnek itt.

## Kínai negyedek a világon

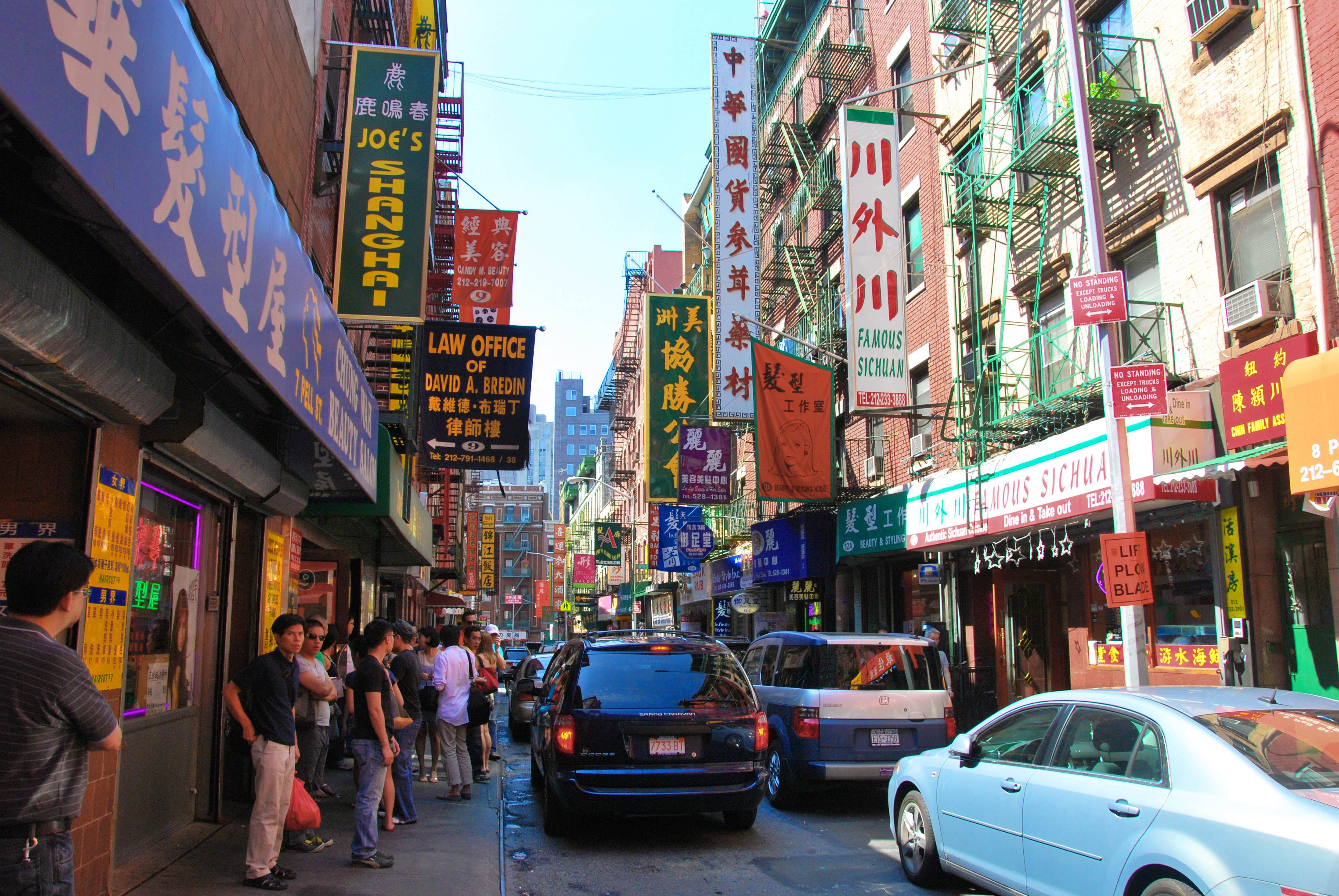
Manhattani Kínai negyed
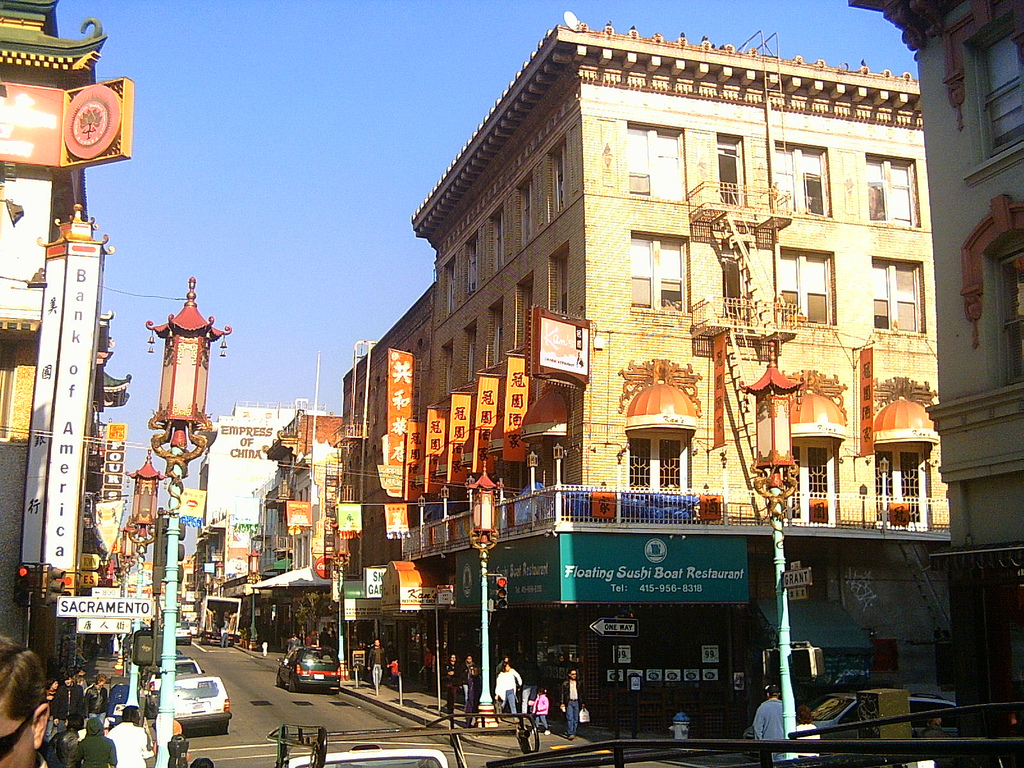
Kínai negyed (San Francisco)
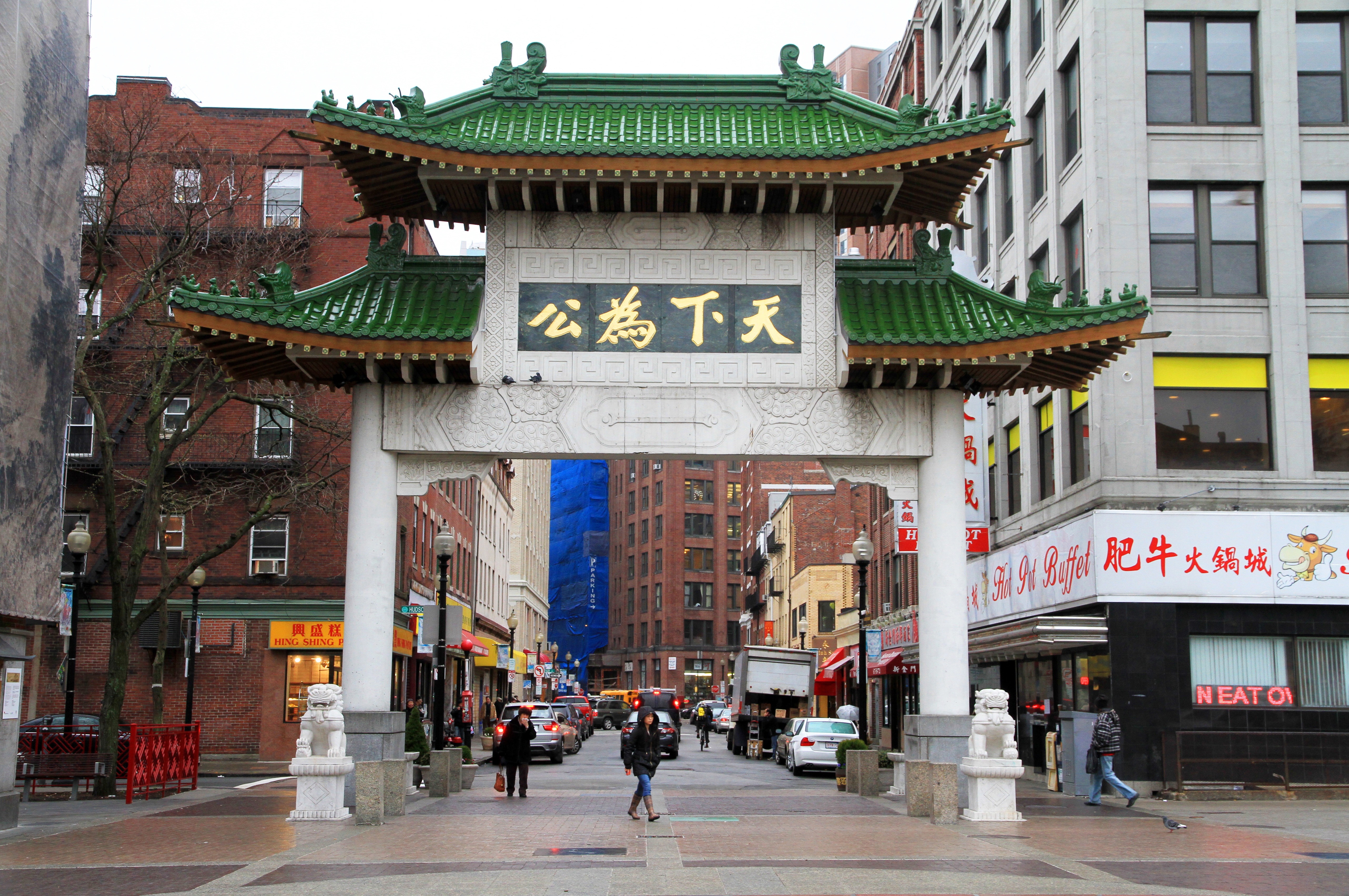
Kínai negyed (Boston)
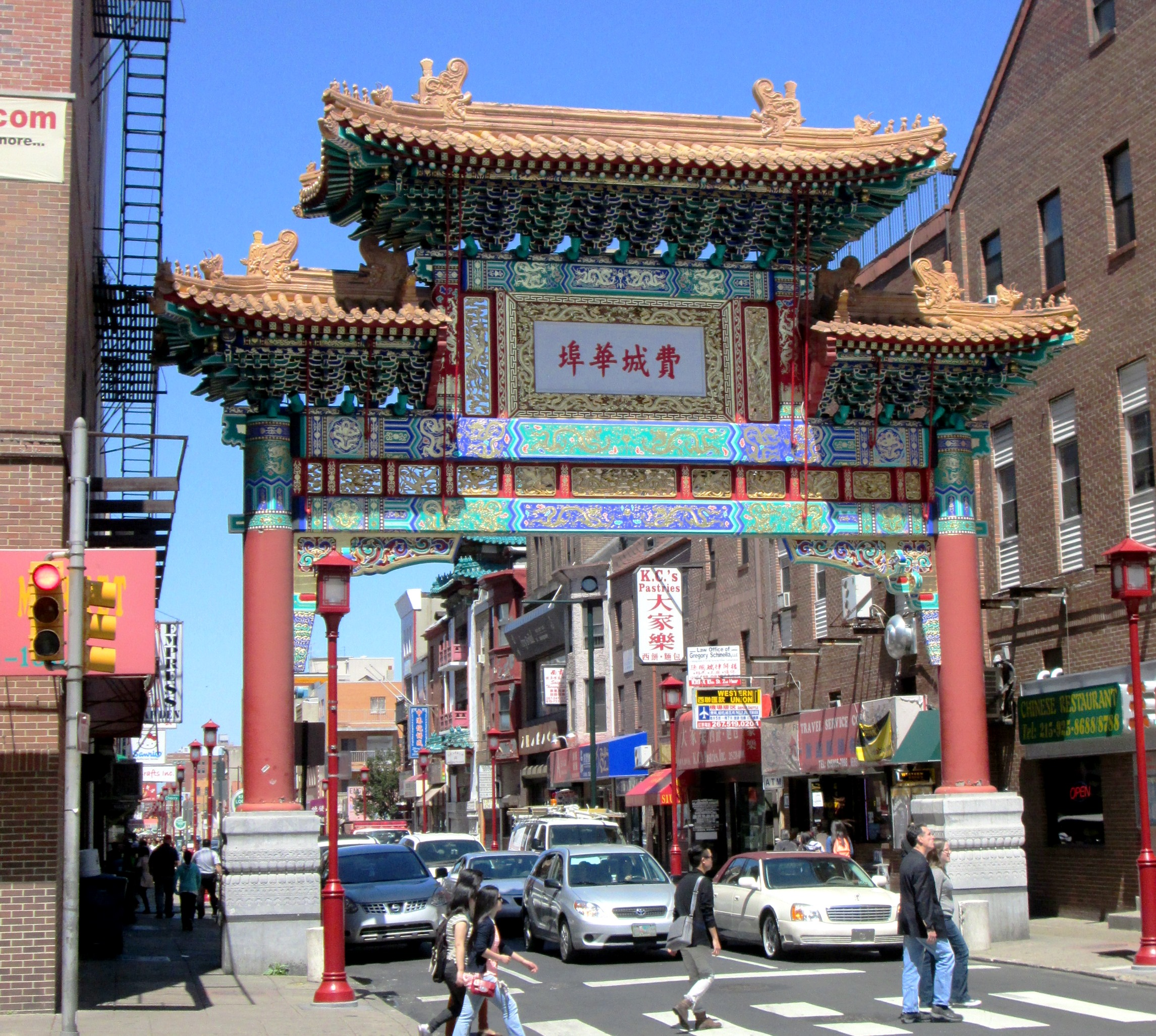
Kínai negyed (Philadelphia)
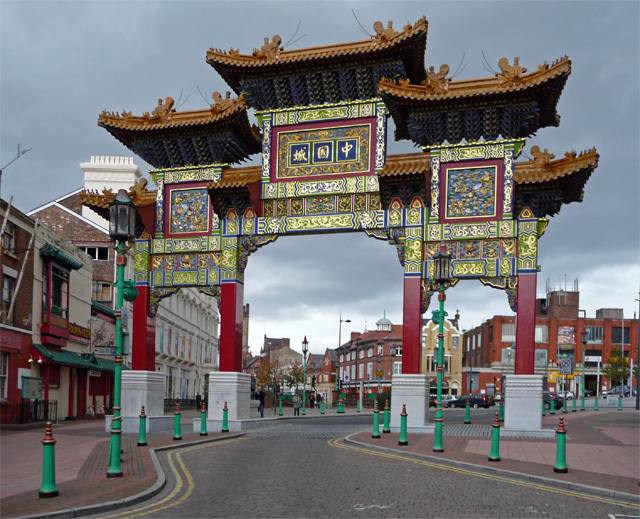
Kínai negyed (Liverpool)